# Prometni znakovi
| Milja na Lujzijani kod Nadvučnika |  | Milja na Lujzijani kod Nadvučnika |
| Milja na Lujzijani kod Nadvučnika |  | Prometni znakovi na autocesti A3  |

Prometni znakovi, signalizacija i oprema na cestama su sredstva i uređaji koji sudionike u prometu upozoravaju na opasnost, definiraju zabrane, ograničenja i obaveze te pružaju potrebne obavijesti za siguran i nesmetan promet.
Prometni znakovi sežu još u vrijeme Rimljana koji su uz svoje ceste postavljali putokaze i kamene miljokaze kojima su označavali udaljenost od Rima. Oznake u srednjem vijeku često su bile nepouzdane, a važnost putokaza i miljokaza postala je važna uvođenjem cestarina u Europi u 18. stoljeću. Pojavom i sve većom uporabom bicikala, sredinom 19. stoljeća na cestama su označavana opasna mjesta, a na pojedinim se mjestima označavala zabrana vožnje biciklima. Početkom 20. stoljeća dolazi do razvoja automobilskog prometa čime je uporaba prometnih znakova postala nužna. Godine 1909. dogovorena su četiri standardizirana prometna znaka (raskrižje, zavoj, grbav kolnik, križanje ceste i željezničke pruge u razini) koji su bili simbolički i tako nisu bili ovisni o jeziku.
Prometni se znakovi obično izrađuju u obliku tanke ploče postavljene na stupu s desne strane kolnika ili pak na konzoli iznad njega. Površina im je presvučena reflektirajućom folijom što vozačima omogućuje uočavanje noću. Sve se više primjenjuju i prometni znakovi sa svjetlećim diodama, a njihova je prednost mogućnost promjenljiva sadržaja, ekonomičnost, trajnost i dobra uočljivost. Uglavnom se rabe na autocestama, gdje u sprezi sa sustavom automatskog upravljanja prometom, ovisno o meteorološkim prilikama, stanju kolnika, količini, brzini i vrsti vozila, prilagođenim obavijestima pridonose željenom prometnom protoku.

## Podjela prometnih znakova
██  rabe 
██  rabe , prije rabljeno 
██  rabe 
██  rabe , prije rabljeno 
██  rabe kombinaciju  
██  rabe 
██  rabe 
██  nema informacija
Prometni znakovi dijele se na:
- znakove opasnosti
- znakove izričitih naredbi
- znakove obavijesti
- znakove obavijesti za vođenje prometa
- dopunske ploče
- promjenjive prometne znakove

Znakovi opasnosti upozoravaju blizinu dijela ceste ili mjesto na kojem sudionicima u prometu prijeti opasnost. Oblika su jednakostraničkog trokuta čija je jedna stranica vodoravna, a vrh nasuprot nje okrenut prema gore, bijele podloge koja je uokvirena crvenim trokutom. 
Znakovi izričitih naredbi stavljaju do znanja sudionicima u cestovnom prometu zabrane, ograničenja i obaveze. Okruglog su oblika, te u dvije varijante boja: prva je bijele podloge uokvirene crvenim krugom, a druga je varijanta plave podloge na kojoj su bijelom bojom ispisane oznake. Izuzetak od oblika su znak obveznog zaustavljanja (osmerokut) te znak raskrižja s cestom s prednošću prolaza, koji je oblika jednakostraničkog trokuta čija je jedna stranica vodoravna, a vrh nasuprot nje okrenut prema dolje.
Znakovi obavijesti daju potrebne obavijesti o cesti kojom se kreću sudionici u prometu, nazivima mjesta, udaljenosti do tih mjesta, prestanku važenja prometnih znakova izričitih naredbi te druge korisne obavijesti. Mogu biti okrugli, pravokutni, kvadratni, oblika strelica, te raznih kombinacija boja podloga i oznaka na njima.
Znakovi obavijesti za vođenje prometa obavješćuju sudionike u prometu o pružanju cestovnih smjerova, rasporedu odredišta i vođenju prometa prema njima, raskrižjima i čvorištima na određenom smjeru ceste i udaljenostima do odredišta. Pravokutnog su ili kvadratnog oblika, a boja ovisi o rangu ceste na kojoj su postavljeni: na autocestama su to znakovi zelene podloge s bijelim oznakama, na brzim cestama plave podloge s oznakama bijele boje, na državnim i ostalim cestama žute podloge s oznakama crne boje, a za dijelove gradova, naselja i značajne objekte bijela s oznakama crne boje.
Dopunske ploče pobliže označavaju značenje prometnog znaka te mogu biti postavljene uz znakove opasnosti, znakove izričitih naredbi, znakove obavijesti i znakove obavijesti za vođenje prometa. Najčešće su pravokutnog oblika, bijele podloge s crnim oznakama.
Promjenjivi prometni znakovi izvode se u elektromehaničkoj varijanti ili uporabom svjetlećih elemenata u svjetlosnoj varijanti.
Iako se standardiziranost prometnih znakova značajno povećala, i dalje postoje razlike, čak i među europskim zemljama.

## Galerija
- Znak opasnosti
- Znak izričite naredbe
- Znak obavijesti
- Znak obavijesti za vođenje prometa
- Dopunska ploča
- Promjenjivi prometni znakovi

## Unutarnje poveznice
- Prometni znakovi u Hrvatskoj